# Gmina Baranowo
Die Gmina Baranowo [baraˈnɔvɔ] ist eine Landgemeinde im Powiat Ostrołęcki der Woiwodschaft Masowien, Polen. Ihr Sitz ist das gleichnamige Dorf.

## Gliederung
Zur Landgemeinde Baranowo gehören 29 Dörfer mit einem Schulzenamt:
Adamczycha
Bakuła
Baranowo
Błędowo
Brodowe Łąki
Budne-Sowięta
Cierpięta
Czarnotrzew
Dąbrowa
Dłutówka
Gaczyska
Guzowatka
Jastrząbka
Kopaczyska
Kucieje
Lipowy Las
Majk
Majdan
Oborczyska
Orzoł
Ramiona
Rupin
Rycica
Witowy Most
Wola Błędowska
Zawady
Ziomek
Weitere Ortschaften der Gemeinde sind Czerwińskie, Glinki, Grabownica, Gutocha, Kalisko, Olkowa Kępa, Orzołek, Ostrówek, Seborki, Toporek und Zimna Woda.